# PCHL 1930/31
Die Saison 1930/31 war die dritte reguläre Saison der Pacific Coast Hockey League (PCHL). Meister wurden die Seattle Eskimos.

## Modus
Während der regulären Saison bestritten die vier Teams der Liga jeweils 36 Spiele. Für einen Sieg erhielt jede Mannschaft zwei Punkte, bei einem Unentschieden gab es ein Punkt und bei einer Niederlage null Punkte.

## Teamänderungen
Folgende Änderungen wurden vor Beginn der Saison vorgenommen:
- Die Victoria Cubs stellten den Spielbetrieb ein.
- Die Tacoma Tigers wurden als Expansionsteam in die Liga aufgenommen.

## Reguläre Saison
Legende: GP = Spiele, W = Siege, L = Niederlagen, T = Unentschieden, GF = Erzielte Tore, GA = Gegentore, Pts = Punkte
|                    | GP | W  | L  | T | GF | GA | Pts |
| ------------------ | -- | -- | -- | - | -- | -- | --- |
| Seattle Eskimos    | 34 | 16 | 9  | 9 | 64 | 51 | 41  |
| Vancouver Lions    | 35 | 14 | 13 | 8 | 61 | 61 | 36  |
| Portland Buckaroos | 35 | 12 | 15 | 8 | 60 | 61 | 32  |
| Tacoma Tigers      | 10 | 2  | 7  | 1 | 12 | 24 | 5   |